# S. Orgelbranda Encyklopedia Powszechna (1859)

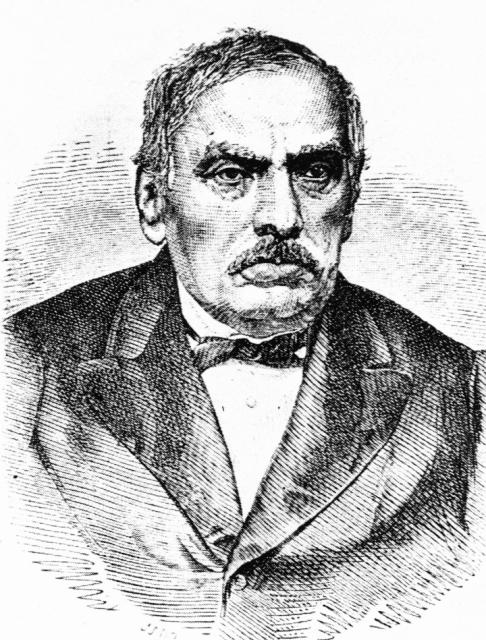
Samuel Orgelbrand

Pour les articles homonymes, voir S. Orgelbranda Encyklopedia Powszechna.
S. Orgelbranda Encyklopedia Powszechna est une des premières encyclopédies polonaises. La première de trois éditions de l'Encyclopédie Orgelbrand a été publiée par la société de Samuel Orgelbrand (pl).
Elle a été publiée en 28 volumes entre 1859 et 1868,,.

## Genèse
Cette encyclopédie est souvent désignée comme la première encyclopédie polonaise moderne (universelle, en plusieurs volumes). Des ouvrages plus anciens comme Inventores rerum de Jan Protasowicz (1608), Encyclopaedia Natvralis Entis de Stanisław Stokowski (1637) et Nowe Ateny (en) (1745-1746) revendiquent également le titre de première encyclopédie polonaise.

## Histoire
L'encyclopédie était initialement prévue en 15 volumes, mais au cours des travaux, elle a été étendue à 28 volumes. Elle a été publiée à Varsovie, à l'époque dans les terres polonaises de la partition russe. Son contenu a été censuré par le bureau tsariste. L'encyclopédie a été imprimée dans l'imprimerie d'Orgelbrand à Varsovie entre 1859 et 1868. Les réimpressions ultérieures de la première édition (1872-1876 ; 1877-1879 ; 1883-1884, 1898-1904) étaient encore plus limitées en volume. Dans les années 1984-1985, une réimpression de la version originale a été publiée.

## Rédacteurs et auteurs
L'éditeur a établi ses premiers contacts avec les auteurs dès 1856. En juin 1858, à l'initiative de Samuel Orgelbrand, un comité de rédaction composé de quatre membres est formé à Varsovie pour publier une grande "Encyklopedyia Powszechna" : Kazimierz Władysław Wóycicki, Leon Rogalski, Jan Pankiewicz et Fryderyk Henryk Lewestam.
Au départ, il était prévu de nommer Józef Ignacy Kraszewski, qui était alors considéré comme l'expert le plus complet du passé polonais, comme rédacteur principal de cette encyclopédie. Cependant, cette idée a été abandonnée parce que l'écrivain vivait en permanence en Volhynie et ne pouvait pas diriger le travail commun. Il n'a été accepté comme coéditeur que pour les choses polonaises éditées dans cette encyclopédie par Franciszek Maksymilian Sobieszczański. Julian Bartoszewicz est devenu le principal collaborateur de la section sur l'histoire de la Pologne. Le secrétaire de la rédaction était Józef Grajnert la première année, puis Cezary Biernacki,.
Le contenu de la publication a été créé par de nombreux représentants de l'intelligentsia polonaise du XIXe siècle. Au total, il a été préparé par 181 chercheurs polonais qui, pour les besoins de la publication, ont fait la synthèse des connaissances de l'époque. Sur une période de dix ans (1858 - 68), le comité de rédaction a tenu un total de plus de 500 séances, et les salaires fixes de ses membres s'élevaient à 19 100 roubles, les honoraires pour leurs propres articles s'élevaient à 22 528 roubles, et pour les travaux d'autres auteurs la somme était plus importante. Dans le premier volume publié en 1859, une liste des auteurs ayant rédigé des entrées pour l'encyclopédie a été publiée, comprenant les noms suivants:
Adam Adamowicz, Jerzy Alexandrowicz, Władysław Ludwik Anczyc, Michał Baliński, Jan Baranowski, Sadok Barącz, Adam Bartoszewicz, Julian Bartoszewicz, Władysław Bentkowski, Feliks Berdau, Leopold Berkiewicz, Cezary Biernacki, Julian Bleszyński, Kazimierz Bujnicki, Ignacy Chodźko, Teofil Cichocki, Wojciech Cybulski, Wincenty Dawid, Walenty Dutkiewicz, Ewa Felińska, Zenon Fisz, Henryk Flatau, Antoni Funkenstein, Józef Grajnert, Jan Kanty Gregorowicz, Leopold Hubert, Kazimierz Jarochowski, Jan Jasiński, Ludwik Jenike, Adam Jocher,  Karol Jurkiewicz, Karol Kaczkowski, Zygmunt Kaczkowski, Kazimierz Kaszewski, Adam Kirkor, Oskar Kolberg, Ludwik Kondratowicz, Józef Korzeniowski, Józef Kowalewski, Rafał Krajewski, Józef Ignacy Kraszewski, Kajetan Kraszewski, Józef Kremer, Jan Kulesza, Marceli Langowski, Aleksander Lesser, Franciszek Henryk Lewestam, Karol Lilpop, A. Lipnicki, Hieronim Labęcki, Józef Łepkowski, Franciszek Maciejowski, Józef Majer, Franciszek Maciejowski, Antoni Marcinkowski, Józef Maczyński, Adam Mieczyński, Feliks Jan Szczęsny Morawski, Antoni Morzycki, August Mosbach, Ludwik  Neugebauer, Otto Leopold, Jan Pankiewicz, Jan Papłoński, Piotr Perkowski, Nikodem Pęczarski, Ludwik Pietrusiński, Szymon Pisulewski, Jan Feliks Piwarski, Aleksander Połujański, Józef Procki, Adam Prażmowski, Wincenty Prokopowicz, Wincenty Przyałgowski, Stanisław Przystański, Alfons Puchewicz, Ksawery Rakowski, Antoni Rogalewicz, Leon Rogulski, Kazimierz Rogiński, Paweł Rzewuski, Walerian Serwatowski, Hipolit Skimborowicz, Fryderyk Skobel, Franciszek Maksymilian Sobieszczański, Leon Sokołowski, Henryk Suchecki, Wiktor Szokalski,  Wacław Sztulc,  Michał Szymanowski, Michał Bohusz Szyszko, Władysław Taczanowski, Franciszek Wężyk, Karol Widman, Kazimierz Władysław Wóycicki, Ludwik Wolski, Antoni Wrotnowski, Wincenty Wrześniowski, Józef Wyszyński, Gustaw Zieliński, Feliks Żochowski.

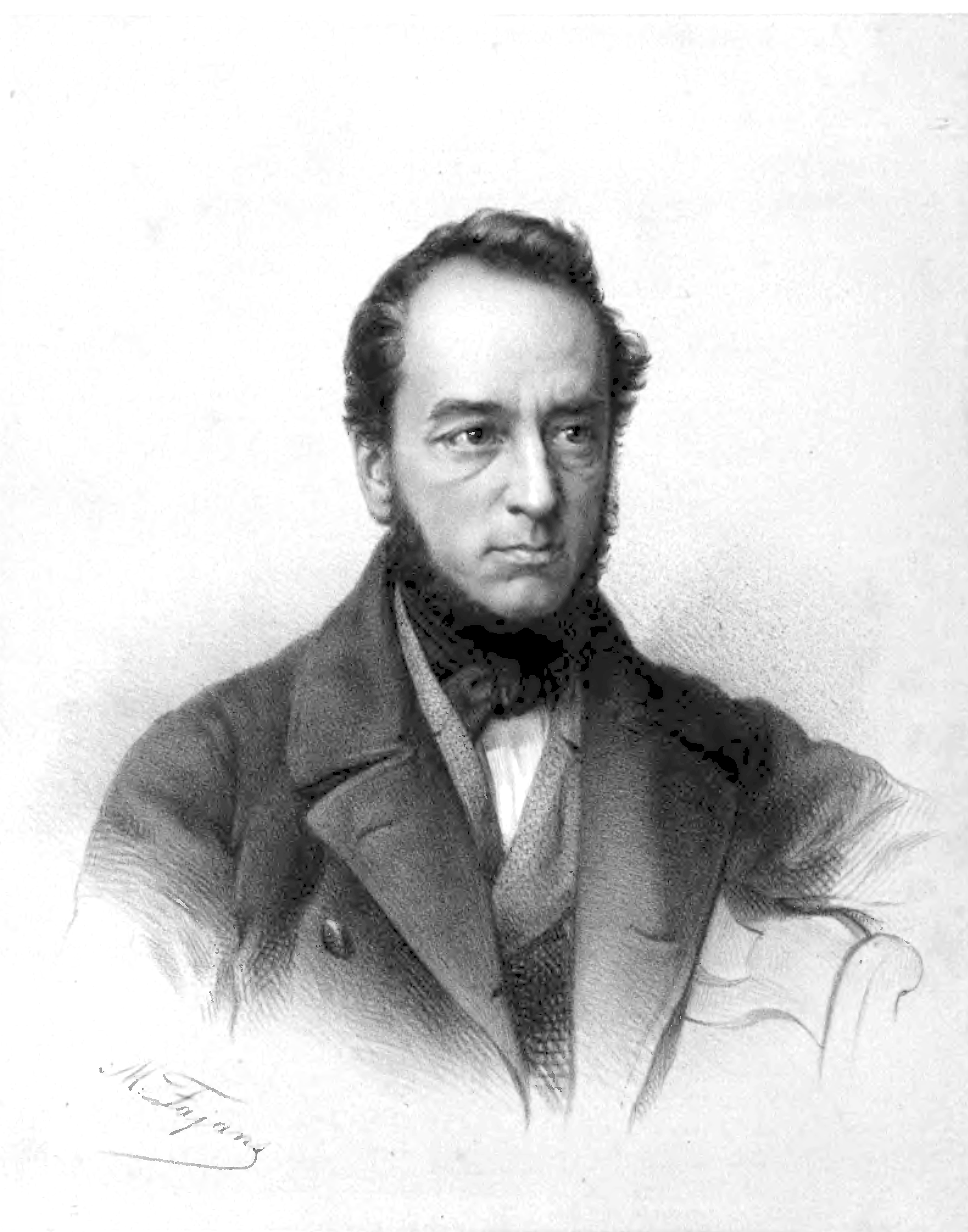
Kazimierz Władysław Wóycicki – rédacteur en chef.
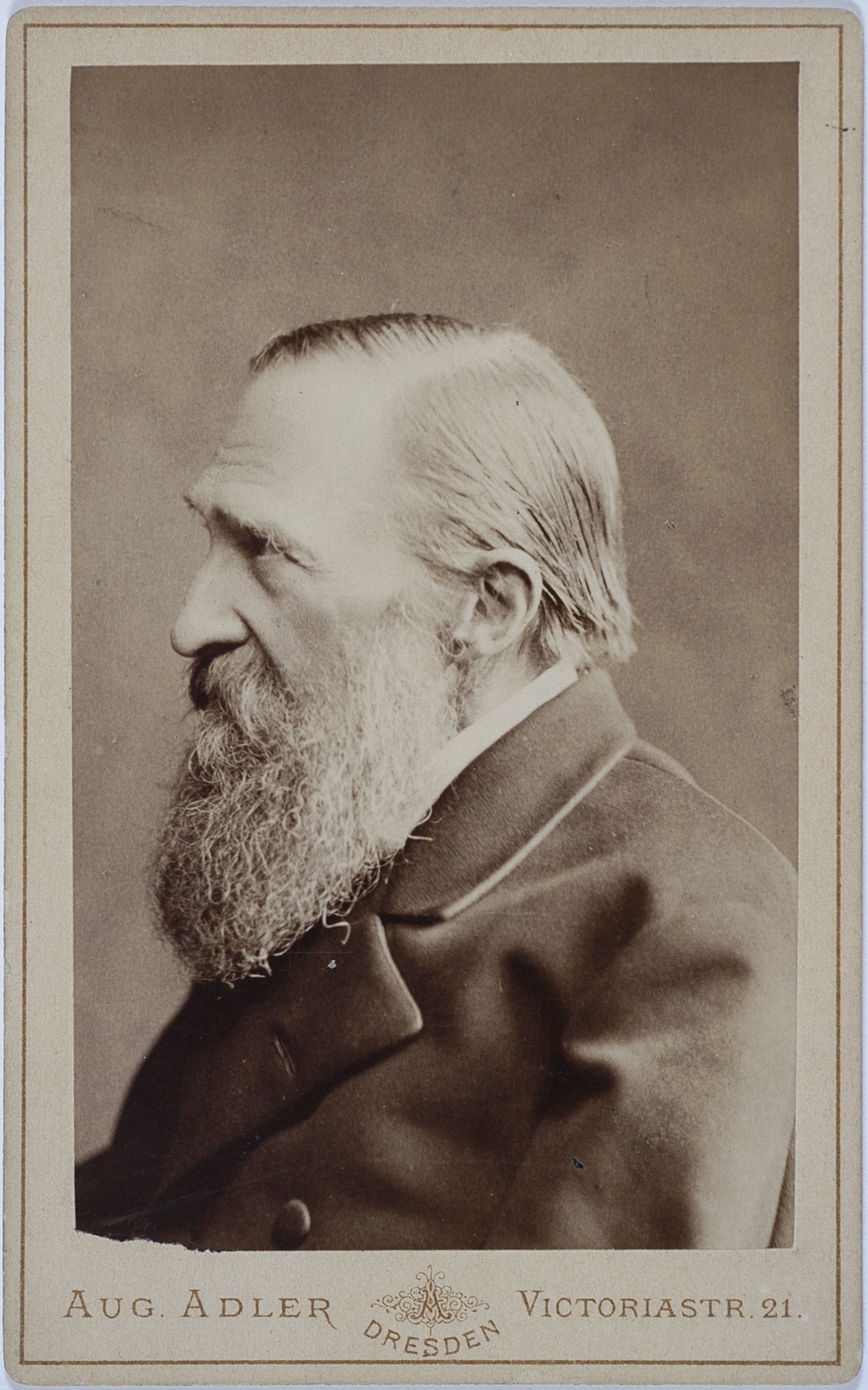
Józef Ignacy Kraszewski – contributeur d'encyclopédie.
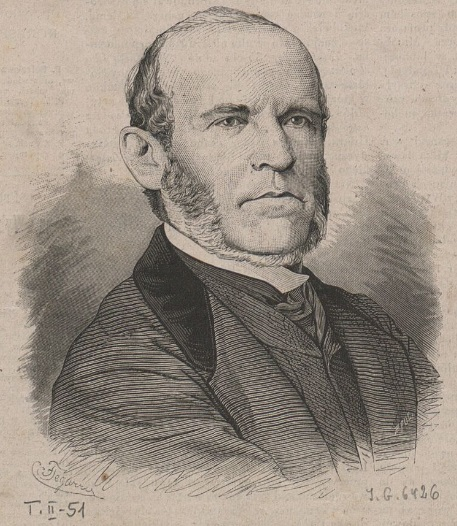
Franciszek Maksymilian Sobieszczański – rédacteur en chef des choses polonaises.
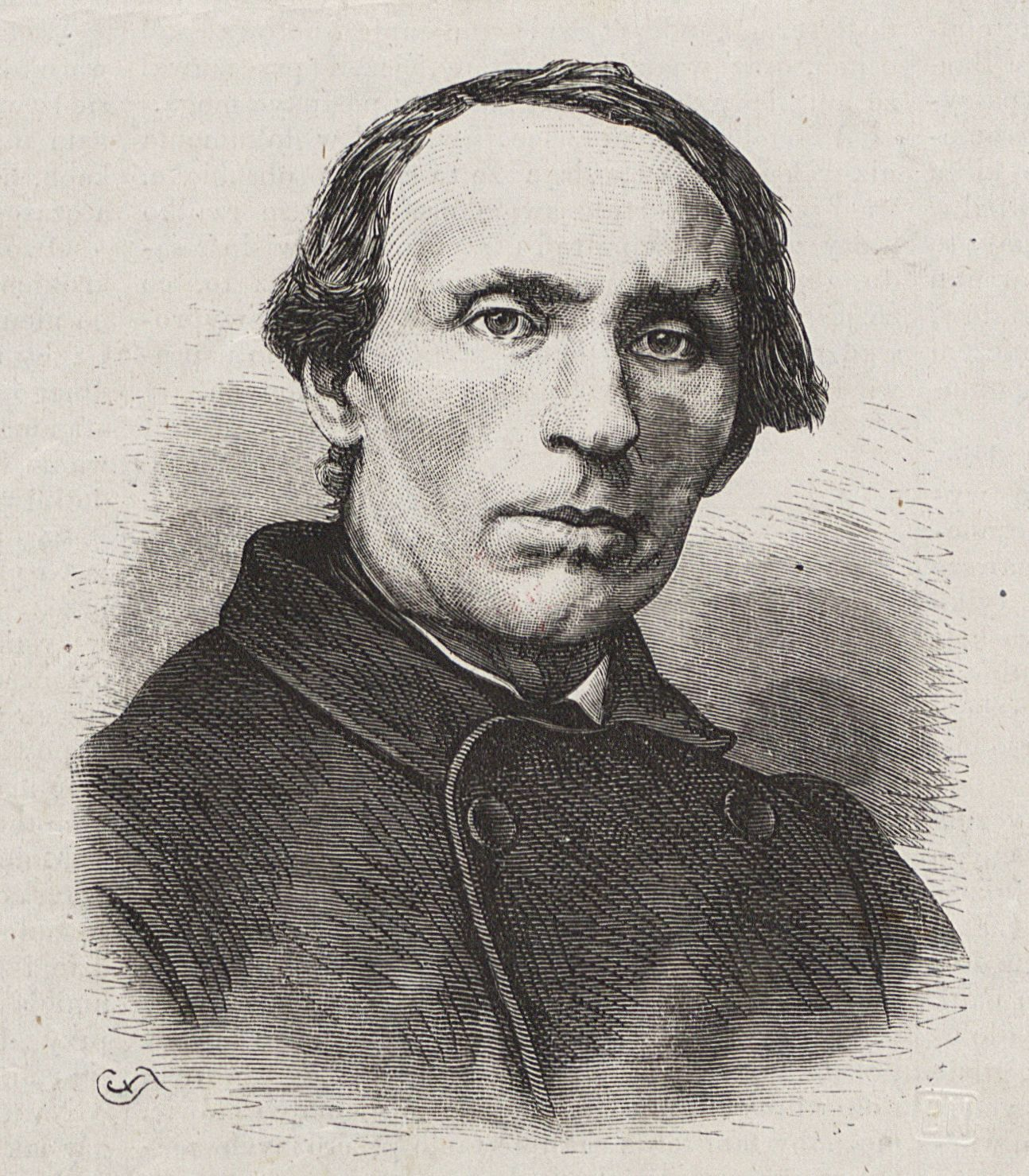
Julian Bartoszewicz – éditeur d'entrées sur l'histoire de la Pologne.

## Description technique, prix et distribution
Le premier volume de cette publication est paru le 1er octobre 1859, le dernier au volume 28, achevant l'ouvrage en 1868. Au départ, l'encyclopédie comptait 3 000 abonnés, mais après l'insurrection de janvier 1863, ce nombre est tombé en dessous de 1 000, et les abonnements ne couvraient plus les frais considérables de la publication, étant donné le faible prix de l'ouvrage. Samuel Orgelbrand a néanmoins mené les volumes à terme,.

## Contenu
L'encyclopédie comprenait un total de 28 volumes de près de 1000 pages chacun,.
- Volume 1 (A-Aos, 999 pages), 1859
- Volume 2 (Ap-Bąk, 1088 pages), 1860
- Volume 3 (B-Bol, 982 pages), 1860
- Volume 4 (Bol-Cec, 984 pages), 1860
- Volume 5 (C-Cul, 983 pages), 1861
- Volume 6 (Cul-Den, 983 pages), 1861
- Volume 7 (Den-Eck, 983 pages), 1861
- Volume 8 (Eck-Flem, 983 pages), 1861
- Volume 9 (Flem-Glin, 984 pages), 1862
- Volume 10 (Glin-Guis, 983 pages), 1862
- Volume 11 (Gui-Hof, 983 pages), 1863
- Volume 12 (Hof-Jan, 983 pages), 1863
- Volume 13 (Jan-Kapil, 983 pages), 1863
- Volume 14 (Kapil-Kodeń, 983 pages), 1863
- Volume 15 (Kodesz-Krasiń, 983 pages), 1864
- Volume 16 (Krasiń-Libelt, 983 pages), 1864
- Volume 17 (Libelt-Marek, 983.), 1864
- Volume 18 (Maremmy-Mstów, 983 pages), 1864
- Volume 19 (Msta-Optymaci, 983 pages), 1865
- Volume 20 (Optymaci-Polk, 983 pages), 1865
- Volume 21 (Polk-Realne szkoły i nauki, 983 pages), 1865
- Volume 22 (Realne szkoły i nauki-Saski błękit, 983 pages), 1866
- Volume 23 (Saski błękit-Starowiercy, 983 pages), 1866
- Volume 24 (Starowiercy-Tarnogrodzka konfederacyja, 979 pages), 1867
- Volume 25 (Tarnogrodzka konfederacyja-Uła, 983 pages), 1867
- Volume 26 (Uła-Wikaryusz, 983 pages), 1867
- Volume 27 (Wikaryusz-Wybrzeże, 983 pages), 1867
- Volume 28 (Wybrzeże-Żyżmory, 1198 pages). 1868